# Gasetten
Gasetten är en prenumererad webbtidning som ges ut av Capolista Media i Malmö sedan januari 2020. Den bevakar främst fotbollslaget Malmö FF. 
Gasetten startade under namnet "Fotboll Skåne" och bevakade då både Malmö FF och Helsingborgs IF, de två skånska lagen i Allsvenskan. Det var då ett samarbete med webbtidningen Fotboll Sthlm som redan funnits ett par år.
Efter Helsingborgs IF:s degradering till Superettan 2022 släppte Fotboll Skåne bevakningen av dem. Som en följd av detta bytte man i februari 2024 namn till nuvarande Gasetten.